# Université d'État de Tbilissi
L'université d'État Ivané-Javakhichvili de Tbilissi, plus connue sous le nom d’université d'État de Tbilissi (en géorgien : ივანე ჯავახიშვილის სახელობის თბილისის სახელმწიფო უნივერსიტეტი), est une université fondée le 8 février 1918 à Tbilissi, en Géorgie.

## Histoire
C'est la plus ancienne université de toute la région du Caucase. En 1922 est fondée une faculté polytechnique ; elle obtient son propre statut d'université en 1990 (université technique géorgienne).

## Enseignements, infrastructures

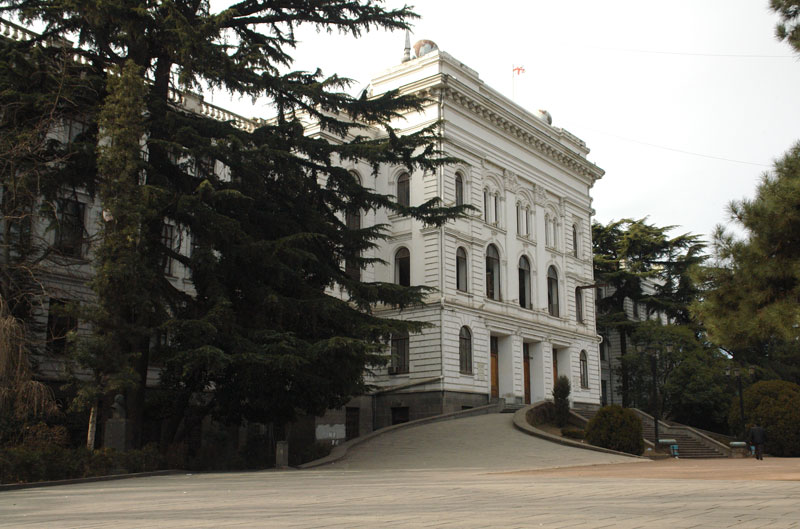
Bâtiment de l'université d'État de Tbilissi.

Elle compte actuellement plus de 35 000 étudiants, et environ 5 000 enseignants et chercheurs. 
L'université dispose de cinq antennes dans différentes régions de Géorgie, de six facultés (droit, économie et gestion, sciences humaines, médecine, sciences sociales et politiques, sciences exactes et naturelles), d'environ soixante laboratoires et centres de recherche, d'une bibliothèque riche de plus de 9 000 000 ouvrages et périodiques, de sept musées, d'une maison d'édition et d'une imprimerie.

## Personnalités liées à l'université

### Enseignants
- Grigol Tsereteli, philologue, qui a donné son nom à la bibliothèque universitaire
- Ivane Djavakhichvili (1876-1940)

### Étudiants
- Teona Akoubardia
- Ilia Dartchiachvili
- Babilina Khossitachvili
- Giorgi Amilakhvari
- Elguja Khintibidze